# Diana Salas
Diana Sofía Salas Bejarano (Puno, 8 de mayo de 1999), conocida como Diana Salas, es una cantante y compositora peruana de género pop. 
Inició su carrera musical en 2018 y desde entonces ha fusionado el pop con ritmos como la cumbia, la bachata y el rock. Publicó su primer álbum de estudio, Lolipop, en 2024, que incluye canciones destacadas como «Bonita», «Vainilla» y «Monalisa».
Su tema «Bonita» alcanzó amplia difusión al ser utilizado como canción de apertura del programa Somos lo que somos del canal de streaming Zaca TV, llegando a ocupar el primer puesto de la lista Viral 50 de Spotify en el Perú en 2025. Salas es considerada parte de la nueva ola de artistas pop peruanos, habiendo compartido escenario con músicos como Lasso, Marco Mares y Kim Queenland.

## Biografía e inicios
Nació en Puno, al sureste del Perú. Desde temprana edad mostró interés por la música; en su adolescencia aprendió guitarra y comenzó interpretando covers que subía a YouTube. En 2013 inició su canal con versiones de canciones, con las cuales ganó sus primeros seguidores en redes sociales. Para 2018 decidió enfocarse en material propio, lanzando ese año su primer EP titulado Borrón y Cuenta Nueva. A partir de entonces, Salas se dedicó exclusivamente a componer y publicar canciones originales, desarrollando una base de fanáticos fieles en internet. En 2020, por ejemplo, su canal de YouTube superaba los 160 mil suscriptores.

## Carrera musical
Tras el EP debut, continuó produciendo sencillos de estudio de manera independiente. En 2020 lanzó las canciones «Feliz no cumpleaños», de estilo folk rock, y «Úrsula», una balada pop rock. Durante este periodo de consolidación se presentó en diversos escenarios y eventos, llegando a telonear o compartir escenario con artistas peruanos e internacionales como el venezolano Lasso, el mexicano Marco Mares o la chilena Kim Queenland, entre otros. Estas colaboraciones en vivo y su constante interacción en redes sociales contribuyeron a expandir su audiencia.
En 2024 Salas publicó Lolipop, su primer álbum de larga duración. El disco, compuesto por 10 canciones, se estrenó oficialmente el 29 de agosto de 2024 con un concierto de lanzamiento en Lima. Lolipop explora distintas facetas del pop e incluye colaboraciones con otros artistas, como Kim Queenland y Vincez. Entre los temas del álbum destacan «Bonita», «Vainilla» y «Monalisa», que recibieron buena acogida por parte del público. En particular, la canción «Bonita» se convirtió en el sencillo más exitoso de Salas hasta la fecha: fue seleccionada como tema principal del programa en streaming Somos lo que Somos del canal Zaca TV, lo que impulsó su popularidad en plataformas digitales. A inicios de 2025, «Bonita» llegó al número 1 de la lista Los 50 más virales de Spotify en Perú.
Tras el éxito de Lolipop, ha continuado lanzando nueva música. En 2025 presentó el sencillo «Escapadita», una canción pop de estilo fresco y romántico producida por Paulo Morales.

## Estilo musical
Diana Salas se enmarca principalmente en la música pop, pero a lo largo de su trayectoria ha incorporado diversas influencias y géneros a su obra. En sus inicios incursionó en el pop rock, para luego experimentar con sonidos de folk rock e incluso balada pop, manteniendo siempre una esencia melódica y sentimental en sus canciones. Su álbum Lolipop y sencillos posteriores muestran también fusiones con ritmos latinos como la cumbia y la bachata, expandiendo el espectro sonoro de su propuesta pop. La propia Salas ha expresado que no le gusta encasillarse en un solo género musical, sino que busca evolucionar con cada lanzamiento y colaborar con distintos productores y compositores para enriquecer su estilo. Sus letras suelen abordar temas románticos y experiencias personales de forma fresca, dirigidas principalmente al público juvenil.

## Discografía

### EPs
- Borrón y Cuenta Nueva (2018)

### Álbumes de estudio
- Lolipop (2024)

### Sencillos
- Hoy ft. Diego Yactayo (2019)
- Feliz no cumpleaños (2020)
- Úrsula (2020)
- Amiga mía ft. Diego Yactayo (2021)
- Limonada (2021)
- Todo bien? (2022)
- Todo cambió ft. Diego Yactayo (2022)
- Cristina ft. Diego Yactayo (2022)
- Kallpa (2022)
- Multiverso (contigo) ft. Kim Queenland (2023)
- Q.S.J. ft. Yamile (2023)
- Vaivén temporal ft. Silvana (2024)
- Escapadita (2025)

### Colaboraciones externas
- Perdóname - Michael Paniagua ft. Diana Salas (2016)
- Palpita - Julio Salas ft. Diana Salas (2018)
- Nuestro vals - Lapondé ft. Diana Salas (2024)
- Aún estás aquí - Pamela Blas ft. Diana Salas (2024)